# Бродоградња
Бродоградња је грана транспортне индустрије, тј. машинске индустрије која обухвата изградњу и ремонтовање морских, језерских и речних бродова, чамаца, јахти, као и понтона и у новије време и нафтних платформи.

## Развој
Градња пловних средтава постоји од давнина (Кина, Јапан, Средоземље). Први пароброд, конструисао је Француз Роберт Фултон почетком XIX века, а прва пловидба преко Атлантика била је 1819. године од града Савана у САД до Ливерпула и трајала је 25 дана.
Највећи успон бродоградња је достигла проналасаком мотора са унутрашњим сагоревањем, након Другог светског рата, а прави процват био је током 1980-их, након чега бележи значаја пад у производњи.
Данас је 2/3 бродова на дизел погон, док се остатак још увек креће помоћу паре. Од свега тога чак 40% су танкери који превозе нафту.

## Бродоградња у свету
Највећи произвођач бродова до средине 1950-их година било је Уједињено Краљевство — стара бродоградитељка света, да би већ 1956. њено место заузео Јапан. Последњих година примат у свету држи Јужна Кореја — нова бродоградитељка света. Највеће бродоградилиште на свету је Хјундаи, која између осталог производи и аутомобиле.
У САД и Европи бродоградња је од 1975. године у кризи. Новија производња која се односи на нафтне платформе, суверено је у рукама Сингапура, док за европске потребе водећу улогу имају бродоградилишта у Великој Британији.

## Бродоградња у Србији[1]
Бродоградња у Србији има дугу традицију. У почетку су за транспорт људи и терета преко река коришћене скеле, да би их касније заменили челични бродови покретани парним клипним машинама. У том периоду долази до великог пораста трговине и водног саобраћаја, нарочито на Дунаву, што несумњиво подстиче развој бродоградње на овим просторима. Бродови су грађени у Београду, Смедереву, Брзој Паланци, Кладову, итд. Прве бродарске радионице са навозом, грађене по узору на европска бродоградилишта из прве половине XIX века, служиле су за поправљање купљених  али и градњу нових бродова. 
Бурна политичка превирања која су обележила наредни период условила су бројне падове и успоне, како у држави у целини тако и у домаћој бродоградњи. Ипак, велики значај водног транспорта за регионалну привреду условио је да, упркос бројним изазовима, након сваког посрнућа уследи опоравак, као и значајан искорак праћен повећањем и осавремењавањем флоте.
Југословенски регистар бродова (Југорегистар, данас Управа за утврђивање способности бродова за пловидбу) основан је у ФНРЈ 1949. године. Основни задатак ове државне институције је било подизање нивоа безбедности бродова у експлоатацији. У том смислу, Југорегистар доноси техничка правила којим се прописују елементи конструкције, пловна својства, сигурност машина и опреме. Југорегистар обавља надзор при градњи бродова и у име државе издаје бродска сведочанства у складу са националним и међународним прописима. 
Повећање броја новоизграђених бродова условило је потребу за ангажовањем већег броја бродограђевинаца, електричара, машинаца, али и за активнијом сарадњом Југорегистра са Катедром за бродоградњу на Машинском факултету и са стручњацима из бродоградње који су у то време били ангажовани на Институту САНУ "Владимир Фармаковски". Из ове сарадње изродила су се нова правила за градњу речних бродова.
У наредном периоду пројектни бирои углавном су били у оквиру бродоградилишта. Један од највећих бироа за пројектовање бродова био је у саставу Београдског бродоградилишта који је, према потреби, радио пројекте и за друга бродоградилишта. Неки од значајнијих пројеката су:
- Велике серије несамоходних и самоходних бродова - тегљача
- Морски теретни бродови
- Потискивачи (К-флота, серија класе "Лењинград", "Карађорђе", итд.)
- Морски реморкери (само за СССР је изграђено скоро сто објеката)
- Техничка флота (посебно треба истаћи багере ведричаре за СССР)
- Серије помоћних бродова (снабдевачи и чупачи сидара)

Бродоградилиште "Бродотехника" углавном је градило брзе и специјалне бродове. Неки од значајнијих су:
- Бродови за Танзанију
- Индонежански путнички и теретни бродови
- Ирачки програм (више типова ратних и путничких бродова)
- Кипарски програм (изузетно успешни патролни бродови)
- Серије миноловаца од алуминијума које су грађене за нашу и неке стране морнарице

Пројектовањем и изградњом бродова се баве бродоградилишта у Бездану, Апатину, Мачванској Митровици, Зрењанину и Београду, а ремонтом се бави бродоградилиште у Кладову.
У протеклом периоду у бродоградилиштима у Србији изграђено је више од 2500 бродова. У највећој мери грађени су за извоз и многи од ових бродова и данас плове светским рекама, језерима и морима.